# Turowo Duże
Turowo Duże (niem. Rakowken, 1938–1945 Sernau, dawniej Rakówko, Krzysztofy) – wieś sołecka w Polsce położona w województwie warmińsko-mazurskim, w powiecie piskim, w gminie Pisz. W latach 1975–1998 miejscowość administracyjnie należała do województwa suwalskiego. Poprzednio miejscowość nosiła nazwę Rakówko i posiadała statut osady.
Pierwsza nazwa wsi wywodzi się od nazwiska Mikołaja Rakowskiego – pierwszego właściciela dóbr, wydzielonych z Turowa. W XV i XVI w. wieś w dokumentach pisana była jako Reckoffsky, Krzysztofy, alten Christoffs.

## Historia
Wieś powstała w ramach kolonizacji Wielkiej Puszczy. Wcześniej był to obszar Galindii.
Była to wieś ziemiańska, dobra służebne w posiadaniu drobnego rycerstwa (tak zwani wolni, ziemianie w język staropolskim), z obowiązkiem służby rycerskiej (zbrojnej).
W 1429 r. przywilej lokacyjny wystawiony przez Josta Struppergera komtura bałgijskiego i wójta natangijskiego na 10 łanów wydzielonych z dóbr Turowa (informują o tym dokumenty z XVIII w.). Wieś lokowano na prawie chełmińskim, ale bez obciążenia służbą zbrojną. W tym czasie Rakówko nie stanowiło jeszcze osobnej osady. Po raz pierwszy Rakówko (jako Reckoffsky) (a więc od nazwiska Rakowskiego, wieś należałoby nazywać Rakowskie) wymieniane jako oddzielna osada jest w roku 1539 (osobne dobra ziemskie). Rakowscy byli w tych latach właścicielami różnych dóbr np. we wsi Gurskie, Kosinowo, Monety, Rakowo (obecnie to chyba Rakowo Piskie). Pod koniec XV w. i w XVI Turowo i Rakówko było własnością jakiegoś Krzysztofa, dlatego nazywane było Krzysztofami (Cristochs). W latach 1539–1540 do dóbr Turowa nie należało już Rakówko, które było we władaniu Mikołaja Rakowskiego i stanowiło już osobną osadę (dobra ziemskie).